# Junín de los Andes
Junín de los Andes es una ciudad ubicada en el sudoeste de la provincia del Neuquén, en la Patagonia argentina. Es la cabecera del departamento Huiliches, se encuentra a 400 km de la ciudad de Neuquén.
Emplazada sobre la margen derecha del río Chimehuin conforma el corredor de la Ruta Nacional N°40, que une de norte a sur todo el país a través de la cordillera de los Andes. Es considerada la capital nacional de la trucha.

## Historia

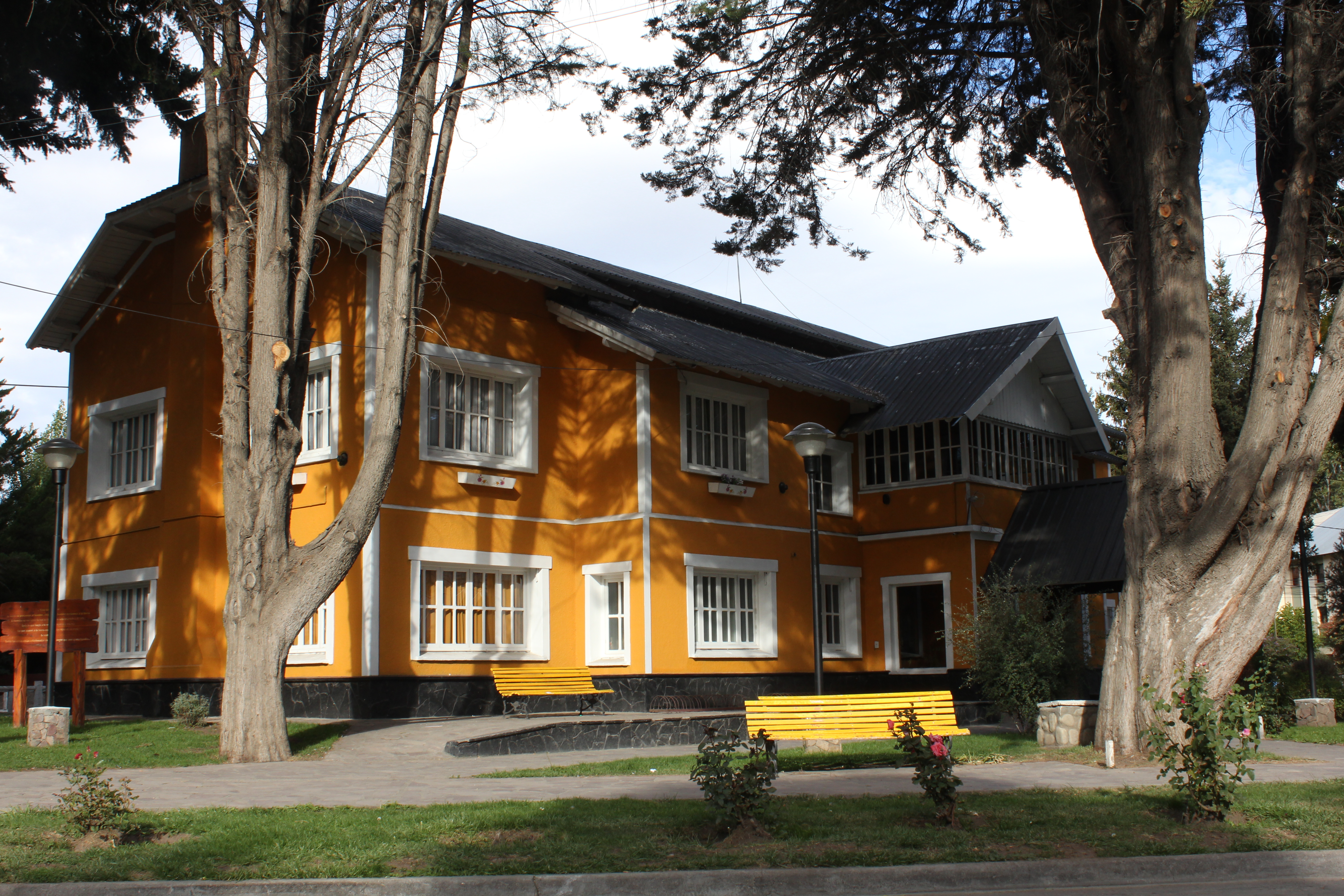
Municipalidad de Junín de los Andes

Con la campaña emprendida por el teniente general Julio Argentino Roca comienzan a llegar “huincas” ('nacidos en otro lugar' en lengua mapuche, término aplicado a los blancos o personas no mapuches), que con la intención de extender la soberanía de la nación se enfrentan con los pueblos originarios en sangrientos combates.
En 1882 se inicia la última fase de la Campaña al Desierto, conocida como Campaña a los Andes.
Está campaña se inicia en noviembre de 1882. El 6 de diciembre de ese año se libra el combate de Chimehuin entre el ejército y comunidades asentadas en la zona.
El 11 de diciembre, se libra el combate de la Trinchera, en cercanías a Huechulafquen.
En febrero de 1883, una avanzada del ejército proponen como nuevo asentamiento para un comando, el valle de CuncunNiyeu (lugar donde hoy se asienta la ciudad), considerándose al Sargento Mayor Miguel E Vidal, su fundador.
Durante los primeros años fue más un puesto militar que un poblado, pero con la llegada de los religiosos salesianos Domingo Milanesio y Juan Ruggerone, en 1892, quienes visitaron la zona en calidad de misioneros, la historia cambió. El padre Milanesio se instaló definitivamente en 1895 y fundó la casa salesiana con dos colegios, para atender a los niños nativos, proporcionarles alimentos, educación y evangelización.
Con el tiempo fueron afincándose los primeros pobladores que transformaron esta “pampa” en un pujante centro ganadero de Neuquén. De hecho, la Sociedad Rural de Junín de los Andes organiza anualmente, desde 1933, una exposición ganadera que se lleva a cabo en el mes de enero.
La localidad recién es reconocida en 1945 cuando, por decreto nacional, es declarada Municipalidad de Junín de los Andes, junto con otras dos ciudades neuquinas: San Martín de los Andes y Cutral Có.
El primer intendente constitucional fue Salvador Asmar en el año 1958.
La ciudad de Junín de los Andes fue el primer asentamiento fundado en el territorio neuquino, constituyéndose como la localidad más antigua del Neuquén.
Cabe mencionar, que si bien la historia del asentamiento se inicia en la época de la Campaña al Desierto, es a mediados del siglo XVI (1552) cuando los primeros exploradores españoles cruzan por la zona del lago Paimun a estas tierras.
En 1649 se libra un combate en Paimun entre españoles e indígenas y el 1783 el navegante español Basilio Villarino, es el primero en navegar las aguas del río Chimehuin.

## Economía
Es la Capital Nacional de la Trucha, y en sus cercanías se encuentran los mejores pesqueros del Neuquén, algunos de renombre internacional, como la Boca del Chimehuin. Cerca de la ciudad se encuentran los lagos Huechulafquen, Paimún, Epulafquen, Lolog y Curruhué.
El río Chimehuin, que nace en el lago Huechulafquen, es el centro del turismo pesquero, es por ello que existe una gran actividad económica de muchos pobladores que ofrecen servicio a los pescadores que llegan de todos los lugares del país y del mundo. Se practica la pesca de trucha con mosca, en algunos sectores con devolución obligatoria.
Los valles de la meseta patagónica cercanos a Junín de los Andes son muy propicios para la ganadería, especialmente vacuna.

## Turismo y Recreación

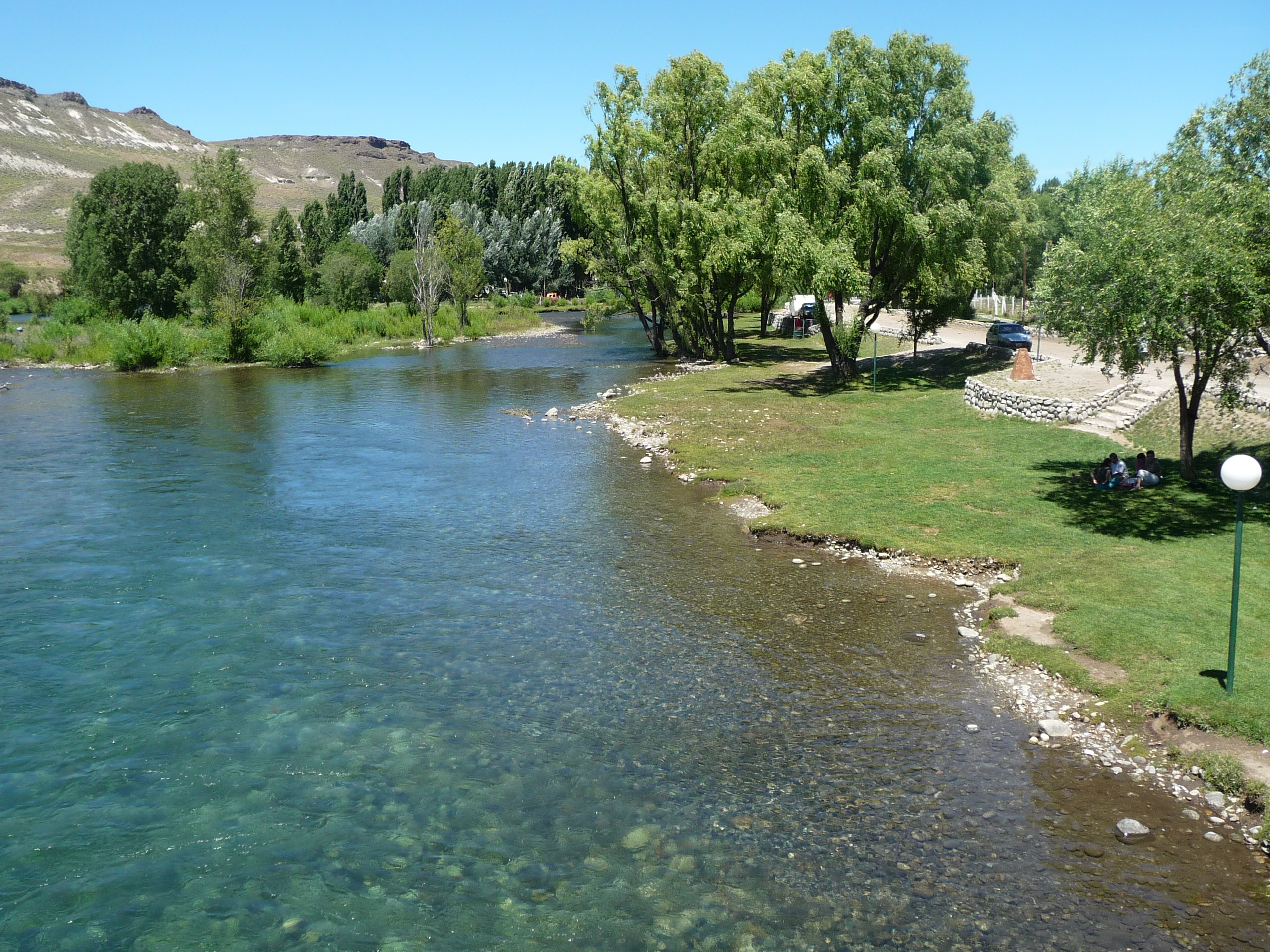
Río Chimehuín en Junín de los Andes.

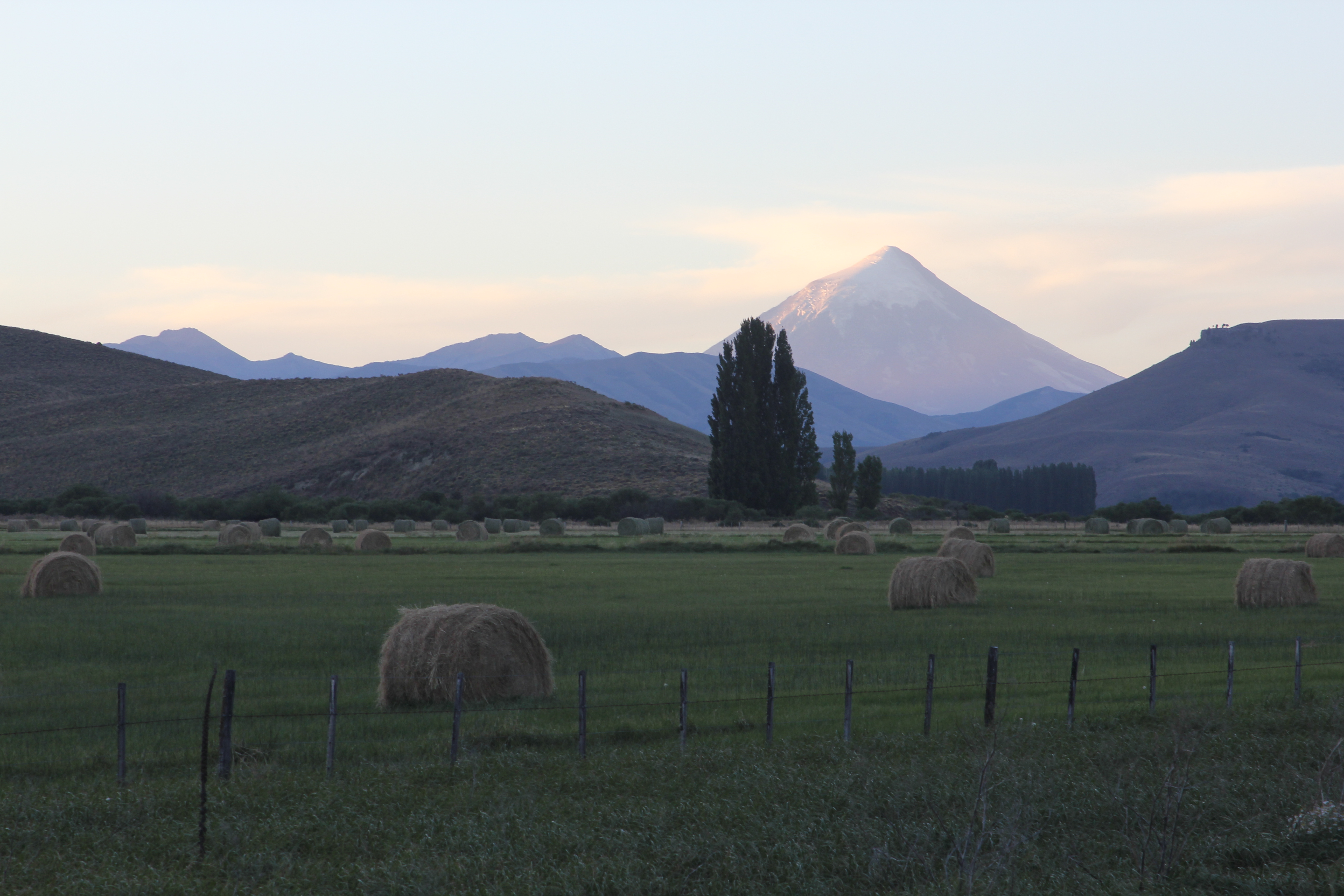
Volcán Lanín.

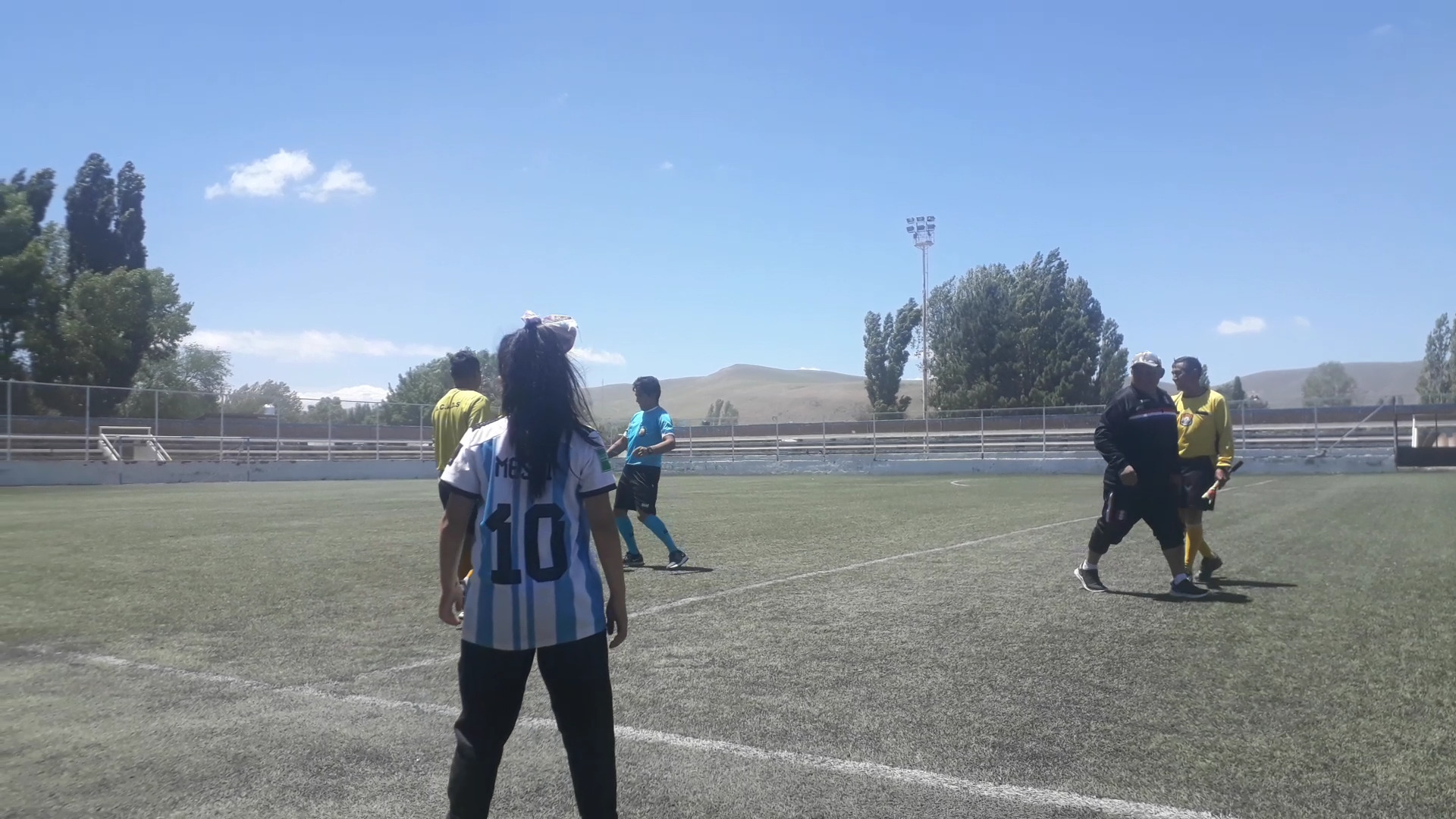
Niña juega en el entretiempo de la Liga Femenina de Fútbol, Junín de los Andes

El entorno natural privilegiado de la ciudad permite realizar actividades como trekking, cabalgatas, mountain bike, ráfting, canotaje, turismo religioso, excursiones lacustres y para los más aventurados el ascenso al imponente volcán Lanín (3776 m.), un desafío para quienes practican andinismo. Su cumbre permite disfrutar de una panorámica inigualable de toda la región.
En los ríos Malleo y Curruhué así como en los lagos Huechulafquen, Epulafquen, Paimún, Tromen, Curruhué Chico y Grande y la Laguna Verde, se pueden capturar las truchas arco iris, marrón y fontinalis. La boca del río Chimehuin es un Área Natural Protegida Provincial (A.N.P.P.) y se constituye un lugar preferencial de pesca deportiva. Gran cantidad de pescadores arriban a la localidad a lo largo de la temporada de pesca. Puerta de entrada a La Fiesta Nacional de la Trucha.
Cada año en el mes de febrero se celebra La Fiesta Nacional del Puestero., que tiene como objetivos principales exaltar los valores del gaucho y preservar la identidad nacional. Por esta razón, dentro de las actividades que se realizan se encuentran las grandes jineteadas y montas especiales para las que asisten los mejores jinetes, también se dan espectáculos con artistas locales y nacionales y además se pueden degustar comidas típicas.
Existe una variada oferta de hotelería, hosterías, cabañas, albergues y camping, en la ciudad o cercanos a los lagos y ríos del parque nacional Lanín.

## Cultura y Religión

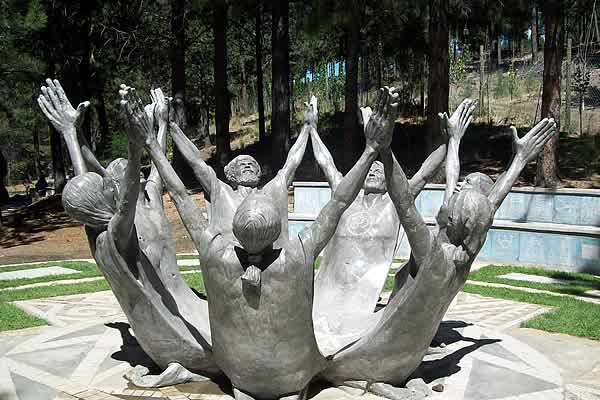
Parque Vía Christi, Junín de los Andes

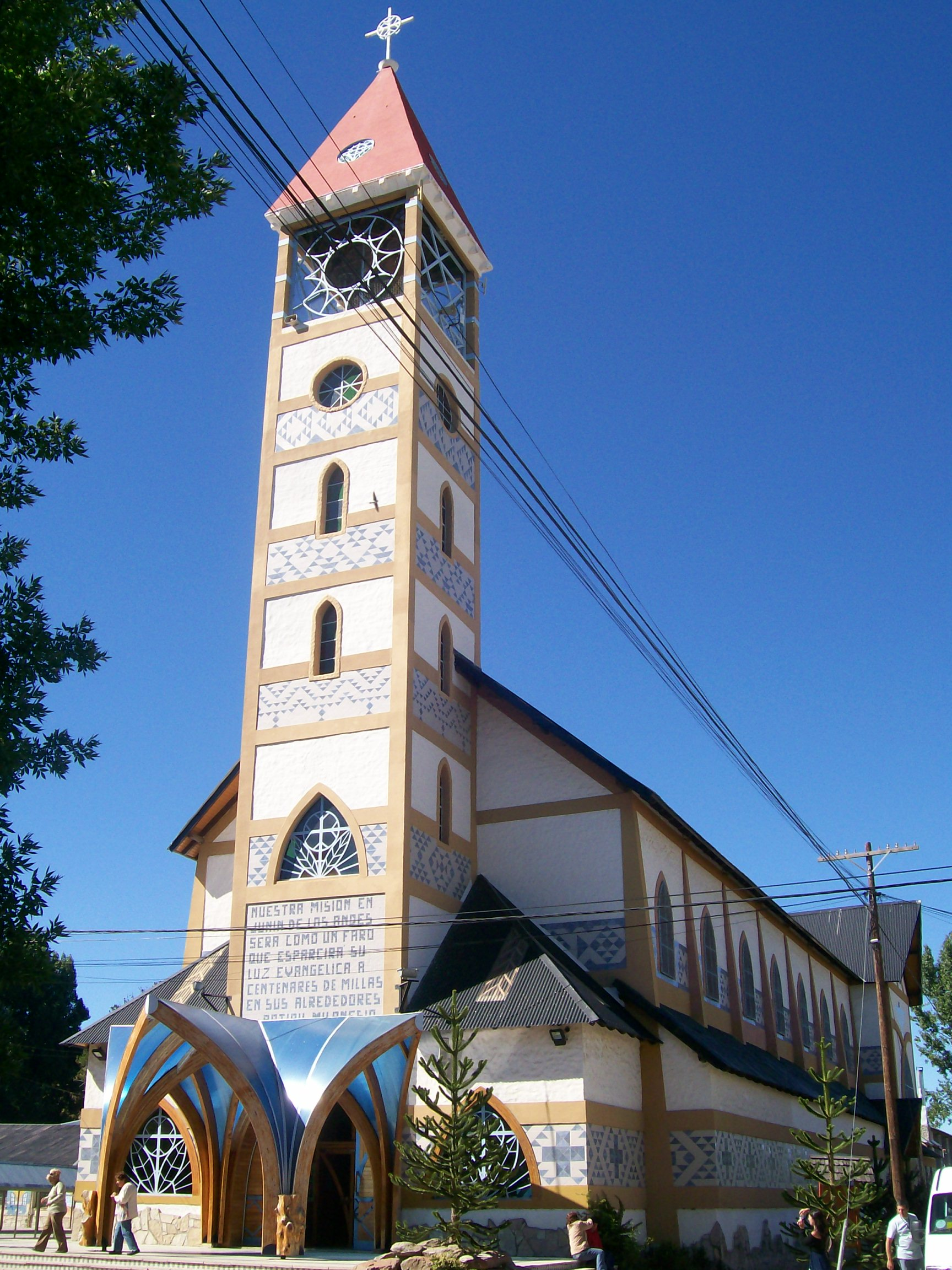
Santuario Nuestra Señora de las Nieves.

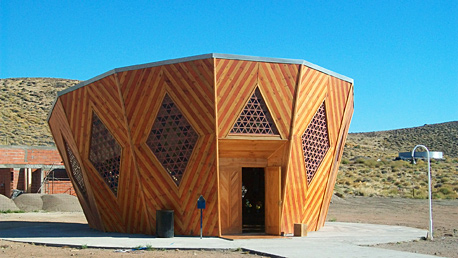
Santuario de Ceferino Namuncurá

La presencia de la cultura Mapuche y criolla se observa en sus expresiones artísticas, en sus calles y en su gente, donde la fe se hace sentir en cada rincón. Un ejemplo de ello es el Vía Christi (camino de Cristo) que se encuentra en las inmediaciones del cerro de la Cruz, a pocos metros del centro de la ciudad, por lo cual se puede acceder a este particular lugar en vehículo o a pie. La obra fue creada y dirigida por el arquitecto Alejandro Santana.
Este parque recuerda en un recorrido pedestre de más de 2 km, los momentos destacados de la vida de Jesucristo. Se pueden recorrer 22 estaciones inauguradas. En ellas se cuenta con un lugar para orar y ejercer la práctica religiosa en un marco paisajístico natural, recreado para tal fin.
- Santuario Nuestra Señora de las Nieves y Beata Laura Vicuña:[8] Se ubica en el centro de la ciudad. Sus características arquitectónicas hacen que, además de constituir un lugar de convocatoria religiosa, resulte de atractivo desde el punto de vista cultural.

- Santuario Ceferino Namuncurá[9]

La morada donde descansan los restos de Ceferino Namuncurá -situada en el paraje San Ignacio, a 60 kilómetros de Junín de los Andes y a la vera de la Ruta Nacional 40- se asemeja a la forma del “Cultrum” – tambor que se utiliza en las ceremonias religiosas de la Cultura Mapuche –.
- Capilla María Auxiliadora del Paimún[10]

Se localiza al pie del volcán Lanín, sobre la costa del lago Paimún, se puede acceder desde la ciudad por la ruta provincial N.º 61.

## Clima
Tiene un clima frío patagónico. La temperatura media del verano es de 15 °C con máximos de 30 °C, y la invernal de 3 °C, con mínimas de hasta −10 °C/−15 °C. Los vientos son máximos durante primavera y verano y mínimos en el invierno.
Las lluvias varían de 1000 mm en la zona árida a 2500 mm en las zonas andinas. En invierno hay nieve y heladas.

## Fauna

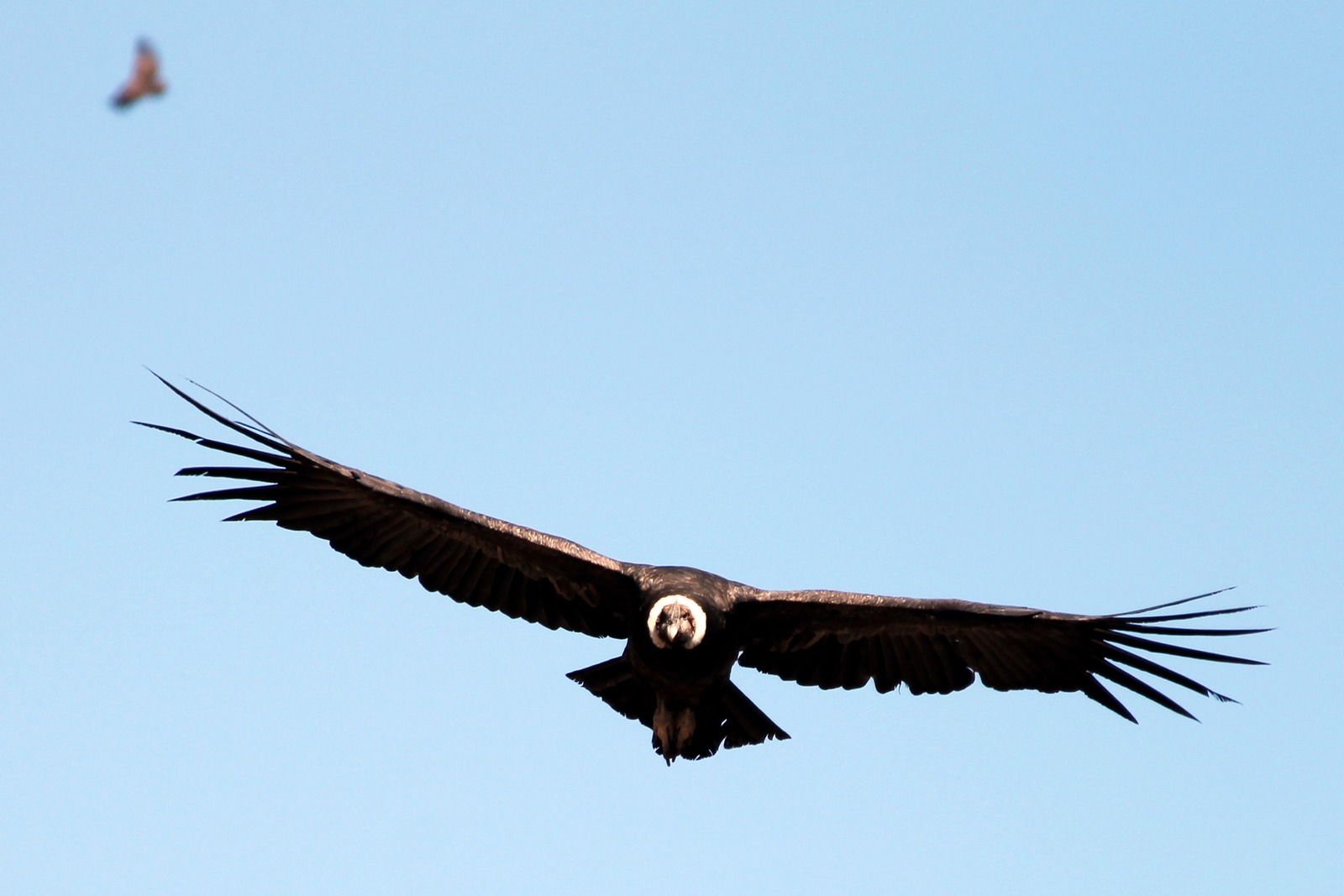
Cóndor andino

La distribución y abundancia de las especies animales en cierta región, está influida por la vegetación, la cual a su vez depende del clima y del suelo.
- Especies Autóctonas; Puyén Chico, Puyén grande, Peladilla, Peladilla listada, Otuno o bagre aterciopelado,  Bagre de torrente, Perca bocona, Perca de boca chica, Perquita espinuda, Pejerrey patagónico.

- Especies Exóticas; Trucha arco iris, Trucha marrón, Salmón atlántico encerrado, Trucha de arroyo, Carpa, Pejerrey bonaerense.

- Especies de mayor valor deportivo; Trucha arco iris, Trucha marrón, Salmón atlántico encerrado, Trucha de arroyo o Fontinalis, Perca.

- Mamíferos; algunas especies características de la zona son: Puma, Huemul, Pudú o venadito, Zorro colorado y gris, roedores.

- Avifauna; Cóndor, Águila mora, Chimango, Tero, Bandurria, Cauquén, Gallareta, Zorzal, Huala.

En cuanto al manejo de la fauna en el territorio nacional y los Parques nacionales, está dada por el hecho que las especies nativas (acuáticas y terrestres) están protegidas al 100% en jurisdicción de Parques nacionales, debido a la misión de estos de tratar de mantener áreas del territorio protegidas, en un estado lo más natural posible, para asegurar la conservación de sus rasgos físicos, junto a su flora y su fauna. Las únicas excepciones a la práctica de la caza en un parque nacional están dadas por algunas especies exóticas que son causas del deterioro de los sistemas ecológicos que los Parques nacionales tratan de conservar.

## Flora

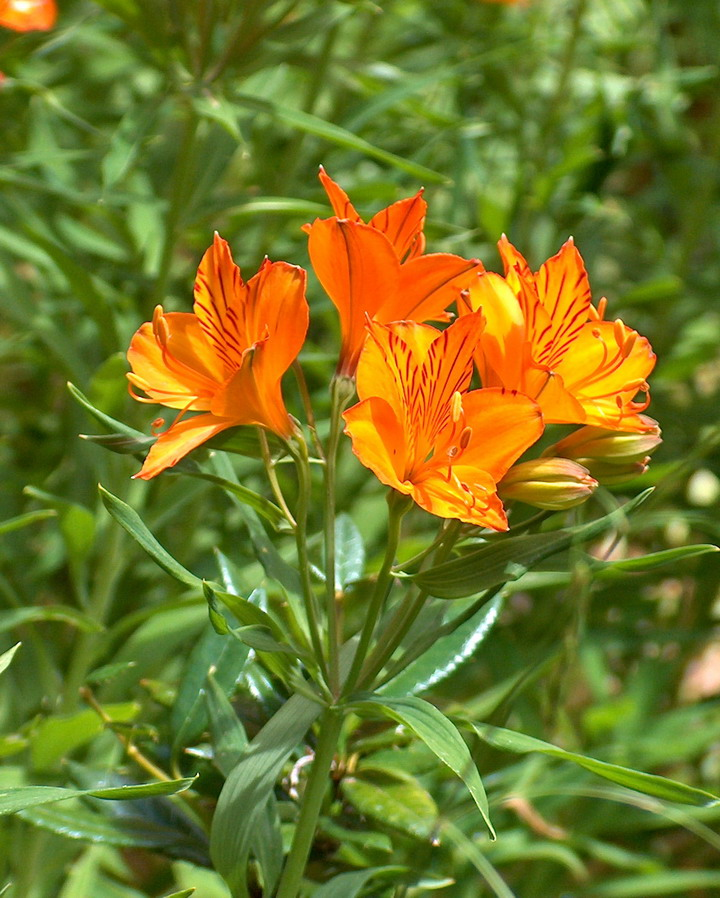
Amancay

Los bosques naturales de la Patagonia Andina, pertenecen a la categoría de bosques templados, presentando un dominio del género Nothofagus, de la familia Fagáceas.
- Especies arbóreas; roble pellín, Ciprés de la Cordillera, Raulí, Coihue, Lenga, Ñire, Notro.

La vegetación en las laderas a los alrededores de Junín de los Andes es un factor determinante de la belleza del paisaje. Existen también diversas especies arbóreas, en su mayoría exóticas: Álamos criollos, Álamos plateados, Abedul, Serbal del Cazador, Ciruelos de Jardín.
En la pintoresca plaza San Martín se pueden observar especies como: Pehuén, Ciprés de Lawson, Castaño común, Alerce Europeo, Pino Azul, Maitén, que habita en sectores muy soleados y faldeos de exposición norte.
- Flores; Amancay, Mutisia, Topa Topa, Chilco, Lupino.[11]

## Pasos fronterizos
Los pasos internacionales que unen Argentina con Chile más próximos a Junín de los Andes.
- Paso Mamuil Malal, desde la ciudad se accede primero por la ruta provincial N.º 23 tomando luego la ruta provincial N.º 60.
- Paso Carirriñe, se accede por la ruta provincial N.º 62.[12]

## Aeropuerto
El aeropuerto Chapelco se encuentra a unos 20 km de la ciudad, con servicios regulares a la ciudad de Neuquén, Buenos Aires y Bariloche.

## Población
Contó con 13,086 habitantes (Indec, 2010), lo que representó un incremento del 22,5% frente a los 10,592 habitantes (Indec, 2001) del censo anterior. La población se compuso de 6.498 varones y 6.588 mujeres, lo que arrojó un índice de masculinidad del 98.63%. En tanto, las viviendas pasaron de a ser 2.569 a 4.332 .
Según el censo 2022 se conoció una población dentro del municipio de 18.726 habitantes y 6.710 viviendas.
| Gráfica de evolución demográfica de Junín de los Andes entre 1991 y 2022 |
|                                                                          |
| Fuente: censos nacionales del INDEC                                      |

## Guarnición
| Unidades de la Guar Ej Junín de los Andes                         | Abreviatura |
| ----------------------------------------------------------------- | ----------- |
| Regimiento de Infantería de Montaña 26 «Coronel Benjamín Moritán» | RIM 26      |
| Grupo de Artillería de Montaña 6                                  | GAM 6       |

## Parroquias de la Iglesia católica en Junín de los Andes
| Diócesis  | Neuquén                                                       |
| --------- | ------------------------------------------------------------- |
| Parroquia | Nuestra Señora de las Nieves y Beata Laura Vicuña (santuario) |